# Huntington Beach (Kalifornia)
Huntington Beach egy tengerparti város Kalifornia Orange megyéjében, amely Los Angeles belvárosától 56 km-re található. A várost Henry E. Huntington üzletemberről nevezték el. 2010-ben a város lakossága 189,992 fő volt, amellyel Orange megye negyedik legnépesebb városa. Határos a  Bolsa Chica Basin State tengeri védett területtel nyugaton, a Csendes-óceánnal délnyugaton, a Seal Beach-csel északnyugaton, Westminsterrel északon, Fountain Valleyval északkeleten, Costa Mesával keleten és Newport Beach-csel délkeleten.
Huntington Beach 15.3 km hosszú tengerpartjáról ismert, beceneve Surf City.

## Történelem
A város eredetileg Shell Beach, majd Gospel Swamp néven volt ismert. Napjainkban ezen a területen a Golden West közösségi főiskola található. Ezek után a Fairview és a Pacific City nevet viselte és egy turistacélponttá alakult. Azért cserébe, hogy hozzáférésük legyen a Pacific Electric Red Car vonalhoz, nagy hatalmat adtak Henry E. Huntington üzletembernek. 

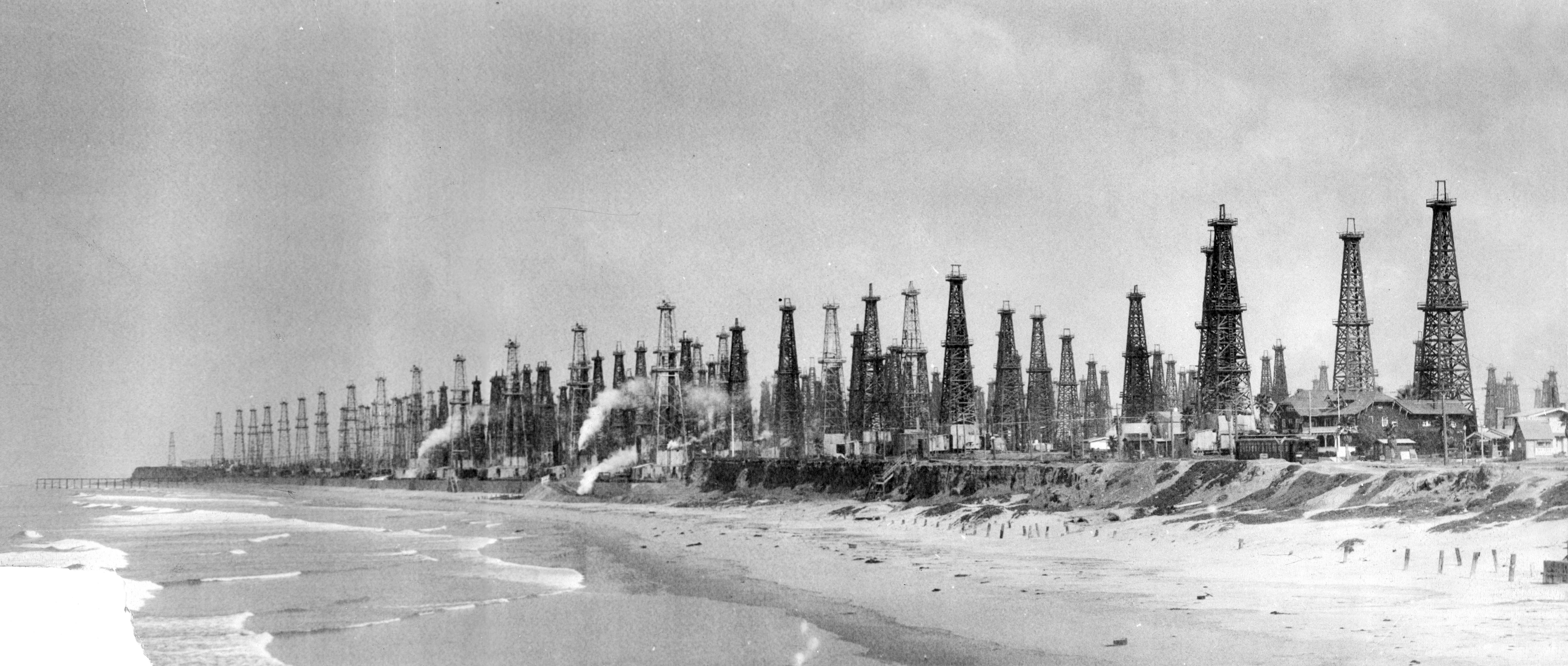
Olajkutak a parton 1926-ban

Az eredeti Huntington Beach mólót 1904-ben építette a Huntington Beach Company, amely a mai napig sok földet tulajdonol a városban, bár a Chevron Corporation irányítása alatt. Huntington Beach 1909. február 7-én lett bejegyzett város, Ed Manning polgármester alatt.
Egy időben ingyenesen osztottak földet a városban. Nem sokkal ezek után találtak olajat a környéken, amelynek köszönhetően felmentek az ingatlanárak a városban. Ugyan mára a város olajtartaléka kiürült, még mindig lehet elszórva látni olajszivattyúkat.
Huntington Beach korai éveiben első sorban mezőgazdász város volt, babokat, spárgát, paprikát, zellert és cukorrépát termeltek. A Holly Sugar sokáig az egyik legnagyobb munkaadó volt a városban, de ezen feldolgozóüzemeket olajfinomítókká alakították.
A város első középiskoláját 1906-ban alapították. Az iskola csapatát, az Oilerst a város természeti erőforrásairól nevezték el.
A városnak volt egy reptere, a Meadowlark Airport az 1940-es évektől 1989-ig.

## Éghajlat
| Hónap                                 | Jan. | Feb. | Már. | Ápr. | Máj. | Jún. | Júl. | Aug. | Szep. | Okt. | Nov. | Dec. | Év   |
| ------------------------------------- | ---- | ---- | ---- | ---- | ---- | ---- | ---- | ---- | ----- | ---- | ---- | ---- | ---- |
| Rekord max. hőmérséklet (°C)          | 31,0 | 32,0 | 33,0 | 37,0 | 32,0 | 39,0 | 41,0 | 34,0 | 42,0  | 36,0 | 34,0 | 34,0 | 42,0 |
| Átlagos max. hőmérséklet (°C)         | 18,0 | 18,0 | 18,0 | 19,0 | 20,0 | 20,0 | 22,0 | 23,0 | 23,0  | 22,0 | 20,0 | 18,0 | 20,1 |
| Átlaghőmérséklet (°C)                 | 13,0 | 14,0 | 14,0 | 16,0 | 17,0 | 18,0 | 19,0 | 21,0 | 20,0  | 18,0 | 16,0 | 13,0 | 16,6 |
| Átlagos min. hőmérséklet (°C)         | 9,0  | 10,0 | 11,0 | 12,0 | 14,0 | 16,0 | 17,0 | 18,0 | 17,0  | 15,0 | 11,0 | 9,0  | 13,3 |
| Rekord min. hőmérséklet (°C)          | −2,0 | −2,0 | 1,0  | 3,0  | 4,0  | 9,0  | 9,0  | 11,0 | 9,0   | 0,0  | 1,0  | 0,0  | −2,0 |
| Átl. csapadékmennyiség (mm)           | 66   | 65   | 57   | 18   | 5    | 2    | 1    | 2    | 8     | 7    | 26   | 40   | 296  |
| Havi napsütéses órák száma            | 217  | 226  | 279  | 300  | 279  | 270  | 341  | 341  | 270   | 248  | 210  | 217  | 3198 |
| Napi napsütéses órák száma            | 7    | 8    | 9    | 10   | 9    | 9    | 11   | 11   | 9     | 8    | 7    | 7    | 9    |
| Forrás: Weather Channel Weather Atlas |      |      |      |      |      |      |      |      |       |      |      |      |      |

## Politika

### Polgármesterek listája
|     | Név                        | Hivatalban                        |
| --- | -------------------------- | --------------------------------- |
| 65. | Kim Carr                   | 2020–2021                         |
| 64. | Lyn Semeta                 | 2019–2020                         |
| 63. | Erik Peterson              | 2018–2019                         |
| 62. | Mike Posey                 | 2017–2018                         |
| 61. | Barbara Delgleize          | 2016–2017                         |
| 60. | Jim Katapodis              | 2015–2016                         |
| 59. | Matthew M. Harper          | 2013–2014                         |
| 58. | Donald F. Hansen           | 2011–2012                         |
| 57. | Joseph J. Carchio          | 2010–2011                         |
| 56. | Keith B. Bohr              | 2008–2009                         |
| 55. | Gilbert J. Coerper         | 2006–2007                         |
| 54. | Jill S. Hardy              | 2004–2005 és 2014–2015            |
| 53. | Catherine T. Green         | 2003–2004 és 2009–2010            |
| 52. | Constance J. Boardman      | 2002–2003 és 2012–2013            |
| 51. | Deborah A. Cook            | 2001–2002 és 2007–2008            |
| 50. | Pamela L. Julien Houchen   | 2000–2001                         |
| 49. | David P. Garofalo          | 1999–2000                         |
| 48. | Shirley S. Dettloff        | 1997–1998                         |
| 47. | Ralph H. Bauer             | 1996–1997                         |
| 46. | David A. Sullivan          | 1995–1996 és 2005–2006            |
| 45. | G. Victor Leipzig          | 1994–1995                         |
| 44. | Linda L. Moulton-Patterson | 1993–1994                         |
| 43. | Grace H. Winchell          | 1992–1993                         |
| 42. | James W. Silva             | 1997–1992                         |
| 41. | Peter R. Green             | 1990–1991 és 1998–1999            |
| 40. | Thomas A. Mays             | 1989–1990                         |
| 39. | Wesley M. Bannister        | 1988–1989                         |
| 38. | John P. Erskine            | 1987–1988                         |
| 37. | John A. Kelly Jr.          | 1983–1984 és 1986–1987            |
| 36. | Robert P. Mandic Jr.       | 1993–1994                         |
| 35. | Ruth E. Finley             | 1981–1982                         |
| 34. | Ruth S. Bailey             | 1980–1981 és 1984–1985            |
| 33. | Donald A. MacAllister      | 1979–1980 és 1983                 |
| 32. | Ronald Q. Shenkman         | 1978                              |
| 31. | Ronald R. Pattinson        | 1977–1978 és 1978–1979            |
| 30. | Harriett M. Wieder         | 1976–1977                         |
| 29. | Norma Brandel Gibbs        | 1975–1976                         |
| 28. | Jerry A. Matney            | 1973–1974                         |
| 27. | George C. McCracken        | 1971–1972                         |
| 26. | N. John V.V. Green         | 1969–1970                         |
| 25. | Alvin M. Coen              | 1968–1969, 1972–1973 és 1974–1975 |
| 24. | Jake R. Stewart            | 1966–1967                         |
| 23. | Donald D. Shipley          | 1964–1966, 1967–1968 és 1970–1971 |
| 22. | Robert M. Lambert          | 1962–1964                         |
| 21. | Ernest H. Gisler           | 1960–1962                         |
| 20. | Earl T. Irby               | 1958–1960                         |
| 19. | Victor Terry               | 1956–1958                         |
| 18. | Roy Seabridge              | 1952–1956                         |
| 17. | Vernon E. Langenbeck       | 1950–1952                         |
| 16. | Jack Greer                 | 1948–1950                         |
| 15. | Ted W. Bartlett            | 1946–1948                         |
| 14. | Marcus M. McCallen         | 1938–1942                         |
| 13. | Willis H. Warner           | 1936–1938                         |
| 12. | Thomas B. Talbert          | 1934–1936 és 1942–1946            |
| 11. | Elson G. Conrad            | 1931–1934                         |
| 10. | Samuel R. Bowen            | 1928–1931                         |
| 9.  | C.G. Booster               | 1926–1928                         |
| 8.  | Lawrence Ridenhauer        | 1924–1926                         |
| 7.  | Richard Drew               | 1922–1924                         |
| 6.  | Joseph Vavra               | 1919–1920                         |
| 5.  | W.E. Tarbox                | 1917–1918                         |
| 4.  | Matthew E. Helme           | 1916–1917                         |
| 3.  | E.E. French                | 1914–1916 és 1918–1919            |
| 2.  | W.D. Seeley                | 1912–1914                         |
| 1.  | Ed Manning                 | 1909–1912 és 1920–1922            |

### Képviselők
Kalifornia Állami Szenátusában Huntington Beach két választókerületre van választva, képviselői a demokrata Tom Umberg és Dave Min. A Kalifornia Állami Gyűlésben a 72. és a 74. gyűlési választókerület között van szétválasztva, a két képviselő a demokrata Cottie Petrie-Norris és a republikánus Janet Nguyen.
Az Egyesült Államok Képviselőházában a város Kalifornia 48. választókerületébe tartozik, amelynek képviselője a republikánus Michelle Steel.
2020 februárjában Huntington Beachnek 123,048 regisztrált szavazója volt. Ezeknek 40%-a regisztrált republikánus és 31%-a regisztrált demokrata.

### Huntington Beach az elnökválasztásokon
| Választás | Demokrata (%, szavazatok) | Republikánus (%, szavazatok) | Harmadik pártok (%, szavazatok) |
| --------- | ------------------------- | ---------------------------- | ------------------------------- |
| 2020      | 47.24% 55,481             | 50.47% 59,279                | 2.29% 2,685                     |
| 2016      | 43.28% 40,980             | 49.65% 47,007                | 7.07% 6,689                     |
| 2012      | 40.86% 37,093             | 56.37% 51,166                | 2.77% 2,512                     |
| 2008      | 45.15% 42,622             | 52.47% 49,528                | 2.38% 2,251                     |
| 2004      | 38.80% 35,206             | 59.90% 54,343                | 1.30% 1,182                     |
| 2000      | 38.53% 31,800             | 56.63% 46,742                | 4.84% 3,998                     |
| 1996      | 36.72% 28,044             | 51.07% 39,004                | 12.20% 9,320                    |
| 1992      | 31.16% 27,648             | 41.54% 36,867                | 27.30% 24,227                   |
| 1988      | 31.33% 24,544             | 67.51% 52,878                | 1.16% 906                       |
| 1984      | 24.77% 17,985             | 74.05% 53,772                | 1.18% 860                       |
| 1980      | 22.88% 15,967             | 66.22% 46,206                | 10.90% 7,602                    |
| 1976      | 35.77% 20,526             | 62.51% 35,870                | 1.72% 988                       |
| 1972      | 27.57% 15,142             | 68.25% 37,483                | 4.18% 2,298                     |
| 1968      | 31.06% 11,199             | 61.30% 22,107                | 7.64% 2,755                     |
| 1964      | 49.18% 10,168             | 50.82% 10,509                |                                 |

## Testvérvárosok
- Andzsó, Aicsi prefektúra, Japán[27]
- Manly, Új-Dél-Wales, Ausztrália[28]